# Perineológia
Perineológia a kismedencei betegségek, állapotok funkcionális szemléletű kezelésével foglalkozó szakterület, amely egyszerre foglalkozik a női gáttal urológiai, nőgyógyászati és coloproctológiai szempontból. A perineológusok holisztikus módon, a kezelt állapothoz alakított, minimál invazív eljárásokat alkalmaznak.
A perineológia a női kismedence interdiszciplináris megközelítésű tudománya, melyben a nőgyógyász, a sebész és az urológus vesz részt. A kismedencében elhelyezkedő szervek prolapszusai, megereszkedései egymástól elválaszthatatlanok. Életünk utolsó harmadában ha aktívan is, de szerveinket tekintve idősként éljük meg. A kismedencei szervek az évek múlásával változnak, és ezzel súlyos, életminőséget rontó helyzetek állnak elő a nők szervezetében, amelyeket lehet és kell is kezelni. Erre a kihívásra ad választ a perineológia.

### Panaszok, állapotok
Perineológiai problémákra utaló panaszok lehetnek a hőhullámok, alvászavar, súlyos esetben vizelettartási, székletürítési gondok, hüvelyszárazság, széklet- és vizeletinkontinencia, valamint székrekedés esetén, illetve kismedencei fájdalmak észlelésekor – széklet- vagy vizeletürítés közben, esetleg a szexuális élet gyakorlásakor érzett fájdalom. Okuk a többi között a korral együtt járó hormonális változás, a szülés, a túlsúly, a kevés mozgás, amelynek következtében hüvelyi sérv, méhelőreesés is gyakran előfordul.
Ezeket a problémákat a kismedencei szervek, így a méh, a hüvely és a végbél prolapszusa, a kismedencei izmok működési zavara okozhatja, illetve egy bizonyos koron túl megnő a hüvelyi-gáti sérvek kialakulásának kockázata is. A menopauzával járó hormonális változások – különösen, ha a páciens nem mozog rendszeresen és szült gyermeket – izom- és szalaglazulásokhoz vezetnek. A nyálkahártya elvékonyodik, a méhet tartó szalagok megnyúlnak, a méh lesüllyed, a hólyag és a belek helyzete megváltozik.
A perineológia területén interdiszciplináris szellemben dolgozó szakorvosok ezekben az állapotokban a kismedence szerveit egységben látva keresik a megoldást.
Mindezeken túl a perineológia tárgykörébe tartoznak a fiatalkori pszichoszomatikus eredetű kismedencei fájdalmak is.

## Fordítás
- Ez a szócikk részben vagy egészben az Assisted reproductive technology című angol Wikipédia-szócikk ezen változatának fordításán alapul.  Az eredeti cikk szerkesztőit annak laptörténete sorolja fel. Ez a jelzés csupán a megfogalmazás eredetét és a szerzői jogokat jelzi, nem szolgál a cikkben szereplő információk forrásmegjelöléseként.